# Stiftsgårdsparken
Stiftsgårdsparken er en park i tilknytning til Stiftsgården i Midtbyen i Trondheim. Stiftsgården er på 3.000 m² og var tidligere lukket for offentligheden. Under renoveringen af parken i perioden 1996 – 1997 blev parken åbnet og indarbejdet i et sammenhængende gågadenet mellem Bispegata og Jomfrugata. Under renoveringen blev parken tilpasset de historiske elementer som opdrindelige akser, vegetation og hegn. Udformningen består af en cirkulær plads med en fontæne med bænke og beplantning. Rundt fontænen og gennem parken er der etableret gangstier som både består af grus og skiferbelægning. Parkens kongemonument over kong Olav V er udformet af Harald Vårvik. I 2004 blev det massive hegn mellem parken og Sommerveita fjernet og erstattet med et af smedejern med en port, sådan at parken fik direkte adgang til Torget.